# جيمي وايتهاوس
جيمي وايتهاوس (بالإنجليزية: Jimmy Whitehouse)‏ هو لاعب كرة قدم بريطاني (وحمل سابقاً جنسية المملكة المتحدة لبريطانيا العظمى وأيرلندا) في مركز حراسة المرمى، ولد في 9 أبريل 1871 في برمنغهام في المملكة المتحدة، وتوفي بنفس المكان في 1901. لعب مع أستون فيلا وغريمسبي تاون ومانشستر سيتي ومانشستر يونايتد ونادي ساوثيند يونايتد ونادي لانارك الثالث وهال سيتي وBirmingham St George's F.C. ‏ وBedminster F.C. ‏.

## وصلات خارجية
- جيمي وايتهاوس على موقع Soccerbase.com (لاعب) (الإنجليزية)